# アルトゥーロ・ベネデッティ・ミケランジェリ
アルトゥーロ・ベネデッティ・ミケランジェリ（Arturo Benedetti Michelangeli, 1920年1月5日 – 1995年6月12日）は、イタリアのピアニスト。単にミケランジェリと呼ばれることが多いが（本項でも以下これを用いる）、本来は「ベネデッティ・ミケランジェリ」が姓である。生前より伝説的なピアニストと称される一方で、奇行の多さから変人としても有名であった。

## 略歴
ブレーシャ地方の出身。アッシジの聖フランチェスコの末裔と自称していた。3歳から音楽教育を受け、最初はヴァイオリンを学んだが、間もなくピアノに切り替えた。10歳でミラノ音楽院に入学。父親の主張により、一時期医学を学んだこともある。1938年、18歳で国際イザイ音楽祭に参加。一次予選の演奏から早くも注目を集めるが、初見が苦手であったことが災いし、第7位の入選にとどまった。翌1939年、ジュネーヴ国際音楽コンクールで優勝し、審査員長のアルフレッド・コルトーから「リストの再来」と賞賛された。
第二次世界大戦中はファシズムに対するレジスタンス運動の闘士としても活躍した。
戦後間もなく楽壇に復帰したが、1950年代に入ってから重病を患って一時は復帰が危ぶまれた時期もあった。しかし、1955年にショパンコンクールの審査員及び公式ピアニストに選ばれたことを機に復活。以後、世界中でコンサートを開き、その圧倒的なテクニックと比類のない美しいピアノの音色で瞬く間に名声を確立した。「ミケランジェリ国際ピアノマスタークラス」を母国で開催し、エリオドーロ・ソッリマほか多くの弟子を獲ったことでも知られる。マウリツィオ・ポリーニやマルタ・アルゲリッチも彼の指導を受けていた。
一方で、非常に強い完璧主義からコンサートのキャンセルを頻発するいわゆるキャンセル魔としても有名になり、次第に年間に「実際に」とり行われた演奏会が10回に満たないという例も珍しくなくなっていった。しかし、その貴重な演奏会が更に評判を呼び、一層ミケランジェリというピアニストを伝説に押し上げて行った。
録音嫌いとしても知られていたが、1970年代以降、ドイツ・グラモフォンからショパン、ドビュッシー、ベートーヴェンなどの録音を多数リリースした。

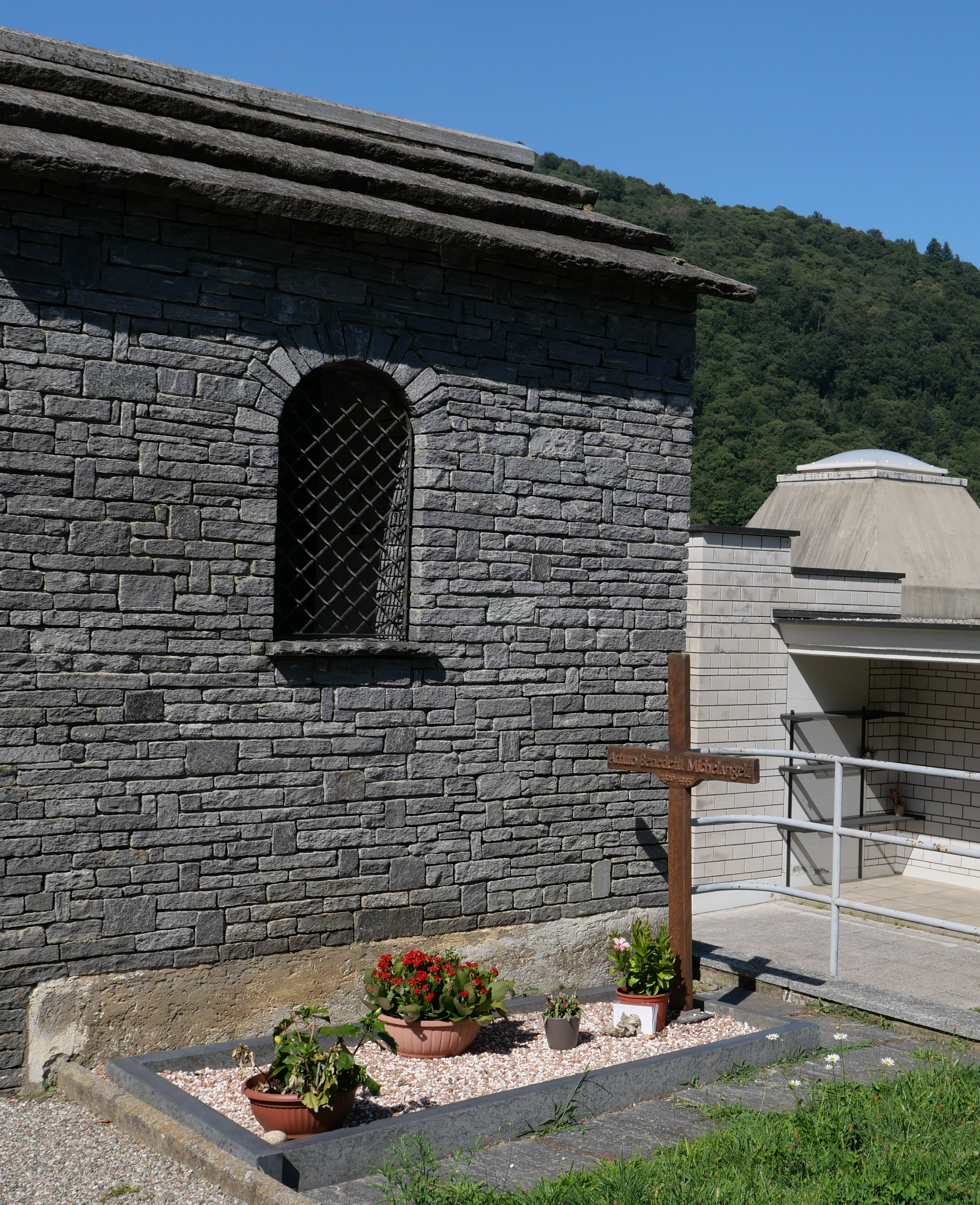
ルガーノ近郊のプーラ墓地にあるミケランジェロの墓。

1988年に演奏会の途中で心臓発作で倒れる。翌年には復帰したが、病の後遺症からか完璧な演奏は陰りを見せ、しかし一方で伸びやかな演奏スタイルになる。
初来日は1965年。日本の音楽界に衝撃を与える。以降も数度来日しているが、予定通り日程をこなしたのはこの初来日の時だけで、後はキャンセル魔の評判に違わぬ騒動を引き起こすこととなる。1973年に2度目の来日を果たした際は、コンディションを理由に演奏会の日程・会場を変更したり、中止となった公演もあった。翌1974年は前年の代替公演のために来日した。1980年の来日の際は、日本に持ち込んだ2台のピアノ双方のコンディションに満足できず、やむなくヤマハのピアノを使用したがNHKホールでの1公演だけであり他の公演は全てキャンセルした。開催されたその公演も暖房不使用のためコート着用、また後半にプログラムされていたベートーヴェンの作品101は弾かれなかった（尚ミケランジェリは生涯この曲を公開演奏していない）。結果、怒った日本の招聘元である松岡企画がミケランジェリの持ち込んだ二台のスタインウェイを差し押さえるなどして、日本との関係が悪化、しばらく来日が途絶える結果となる。1992年が最後の来日となった。チェリビダッケとの2度の共演、3度のリサイタルが予定されていた。チェリビダッケとの共演及び最初のリサイタルは予定通りこなすものの、次のリサイタルは会場・日程を変更して開催し、3回目のリサイタルはキャンセルとなった。翌1993年にも来日計画があったが、持病の心臓病の悪化からドクター・ストップがかかり、幻に終わった。
最後の演奏会は1993年5月7日、ハンブルクにおいて行われた。1995年、病気の亢進によりルガーノにて他界した。

## 業績
ミケランジェリは、20世紀において、音色・テクニック共にコントロール能力に非常に優れたピアニストの一人に数えられ、音楽的に完成度の高い演奏を行う完璧主義者として名高い。イタリア人ピアニストの中ではフェルッチョ・ブゾーニ以降、最も重要な一人に数えられる。
ミケランジェリの録音は早い時期から残っており、海賊盤ではあるが、1939年のジュネーヴ・コンクール優勝時のリストのピアノ協奏曲第1番の演奏が最も古いとされる。ただし完璧主義者としてのこだわりゆえ、正規録音の数は極めて少ない。その中でドイツ・グラモフォンにおける一連のドビュッシー作品の録音は、ドビュッシー演奏の基準の一つと見なされている。また、メジャーとは言い難いバルダッサーレ・ガルッピを数少ないレパートリーに入れており、このために日本でもガルッピの名前は広く知られるようになった。
ミケランジェリは、演奏会ピアニストとしては驚くほどレパートリーの幅が狭いが、ベートーヴェン、シューマン、ショパン、ブラームス、ドビュッシーの作品は好んで取り上げていた。これらの放送音源やプライヴェート録音は海賊盤にも流出して、音楽愛好家の知るところとなっている。完璧主義者らしいこだわりは、演奏会の突然のキャンセルのみならず、楽器の状態やステージ上の湿度にまで及ぶほどであった。
後年には、数多くのコンクールの審査員を務める一方で、誰にでも教えたがる名教師としての称号も貰うようになり、教えた弟子の数は1000とも2000ともいわれる。
音楽家以外にも医師・パイロット・レーサーなどの肩書きを所持していた。伝説的な自動車レース「ミッレミリア」に出場したと称していたが、未亡人のジュリアナはその事実を否定し、「夫は話をつくるのが大好きだったんです。実際にその手の競技に参加したことはただの一度もありません」という。

## 奏法
リヒテルと違い、鍵盤の上部雑音（指が鍵盤に当たる時に出る衝突音）を出来る限りゼロにする彼特有のピアニズムで知られている。この趣旨を生涯守り続けたために、独自のテンポと独特のアゴーギクなどついて回ることもあったが、そのファンは、それこそがミケランジェリの美学であると思う者も多い。このような演奏は、ブゾーニやラテン系演奏家に近いものがある。日本人の信奉者を多く生んだ理由も、ブゾーニ経由のピアニズムを通過した日本の留学生が多かったからという見方もある。

## エピソード
その奇行の多さから、生前より変人の名をほしいままにし、この手のエピソードには事欠かない。
- 14歳でディプロマを貰った時、卒業試験がブラームスの「パガニーニ変奏曲」であったことから、イタリア全土に衝撃を与えた。
- ミケランジェリ自身は演奏会のキャンセルを頻発する理由について「自分は非常に高額なギャラをもらっている。それなのに仮に不十分な演奏をしてしまうのであれば、それこそ聴衆に申し訳ないではないか」と語っている。しかし、これはあくまでも建前であり、レジスタンス時代に負傷した腕のコンディションが原因であった、といわれている（腕を貫通したかどうかは不明）。彼が日本人に甘かった（コンクールの審査ですら）のも、敗戦国であった日本を気遣っての発言であった。事実、来日するたびに「理不尽な」キャンセルの回数が上がっており、腕の状態が老化とともに悪くなったことがわかる。
- 全盛期は恐ろしいまでのミスのない完璧な演奏で有名であり、調律師として同行していた村上輝久が演奏旅行先である時目にした批評に「一箇所だけミスタッチがあった」とわざわざ書かれるほどだった（ちなみに村上はミスの箇所には気付かなかったとのこと）。
- ドイツ・グラモフォンに録音した有名なショパンの演奏は、わずか3時間足らずで録音されたという。ノーミスの完璧な演奏ができて、録り直すことがなかったためである。その代わり、録音に至るまでピアノが満足できる状態になるまで偏執的にこだわるなど、演奏会にしても録音にしても実際にピアノを弾くに至るまでの準備は大変なものであった。
- ミケランジェリの演奏のためのコンディション作りへのこだわりは有名だが、彼は実際に超人的な感覚の持ち主であった。ある時、88鍵あるピアノの鍵盤のうち一つだけ違和感を訴え、調律師が点検しても異常を見出せなかった。しかし、それでもおかしいというので分解して詳しく調べたところ、その鍵盤だけある小さな器具が逆に取り付けられていたという。その器具の左右は98%が対称に作られており、仮に逆に取り付けたとしても普通は気付かないものであった。
- 一方、名調律師フランツ・モアによると、ある時カーネギー・ホールで演奏会を行った際、ミケランジェリは開演時刻が迫ってもリハーサルに執心していた。モアが調律のために30分だけ時間をくれるように頼んだ（この日の使用楽器は弦を張り替えたばかりで特に調律が必要だった）が、ミケランジェリは「私は練習しなければならない」と言ってピアノにしがみついていたという。結局、調律できないまま演奏会に臨み、翌日の新聞批評に「マエストロのピアノは音が狂っていた」と書かれていたという。
- 前述の村上輝久の証言によると、自宅に置かれたピアノは音も調整も狂っているにもかかわらず、本人は気にせず練習していたという。
- 完璧主義者ゆえ、レパートリーが非常に狭いことでも有名である。ヨーロッパでは「ミケランジェリの演奏会のチケットが取れたよ」「へえ、どのプログラムを弾くの? A、B、それとも珍しくC?」というブラックジョークがありふれていたほどだという。初見演奏が苦手で、新曲を覚えにくいタイプのピアニストであった。
- 新しい曲をレパートリーに加える際、朝から晩まで4小節の主要動機のみを練習し続けたこともあったという。もっと極端な例では、パッセージ移行の1小節だけが反復されていたとも言われる。
- しかし弟子の一人の証言によると、ミケランジェリは生徒の前では「自分は全ての曲を練習したことがある」と言っており、実際に教えていた曲は全て弾いてのけたという。
- ポリーニやアルゲリッチが指導を請いに訪れた時は、「彼らはすでに完璧なのだから必要ない」といい、教えようとはしなかったという。アルゲリッチによれば、彼女はミケランジェリに卓球の相手ばかりさせられていたという。ミケランジェリの卓球の腕は非常に下手だったということであるが、しかしこれもミケランジェリが「そう言え」といった可能性がある。
- カルロ・マリア・ジュリーニとの共演でベートーヴェンのピアノ協奏曲第1番、第3番、第5番「皇帝」をライヴ録音したが、これはそもそもカルロス・クライバーとの共演が予定されていたものである。クライバーとはハンブルクで一度「皇帝」を共演後、ベルリンで録音を開始したが、クライバーのスコアへの書き込みを目にしたミケランジェリがその解釈に不快感を示し、続いてリハーサルにおいてミケランジェリがクライバーに対してではなくオーケストラの奏者に直接指示を与えたことで、人一倍繊細なクライバーがやる気を失って、企画は頓挫した。もっとも、ミケランジェリがオーケストラの奏者と直接コミュニケーションをとるのはよくあることだったそうである。
- 他の演奏家に対して非常な毒舌で知られた指揮者セルジュ・チェリビダッケが、ほとんど唯一「天才」と称してやまなかった存在でもあった。この個性的な2人の相性は非常に良く、各地で共演を繰り返したが、1980年の来日における騒動で日本に敵意を覚えたミケランジェリが、直後の共演でミュンヘン・フィルに在籍している（当時）3名の日本人奏者をコンサートのメンバーから外すように要求するも、チェリビダッケが拒否し、これが引き金となってしばらく2人の交流は途絶える。1992年には関係が修復され、ラヴェルとシューマンの協奏曲を共演し、チェリビダッケに促されて来日まで果たすが、その来日公演の直前のあるインタビューで、チェリビダッケがミケランジェリのちょっとしたプライベートについて話したことで、ミケランジェリが激怒した。来日公演でシューマンのピアノ協奏曲を共演したのが、2人の最後の共演だった（ミケランジェリの協奏曲公演自体、この時が最後だった）。
- ミケランジェリはその人嫌いな性格からグレン・グールドを「精神的同僚」と呼んでいたという。
- 愛車はフェラーリ。調律師村上の著書によるとその後メルセデスベンツに変えたらしい。超がつくほどのスピード狂で街中でも通常時速180km、一人でハイウェイにのった時は時速260kmまで出したことがあるという。死と隣り合わせの緊張感がたまらないと語っていたとガーベンの著書に記されている。

## その他
- アルトゥーロ・ベネデッティ・ミケランジェリ国際ピアノコンクールが、小規模ながらスタートしている[5]。
- 音響や楽器のコンディションに一切の妥協を許さなかったミケランジェリ本人が、ドイツ・ハンブルグにあるスタインウェイの工場で実際に見て、弾いて、選んだという、来日コンサートの際に持参して演奏した名器スタインウェイD-274（No.427700）が、長野県軽井沢町の軽井沢大賀ホールに寄贈されている[6]。